# Rotterdam Open 2000
Il Rotterdam Open 2023, conosciuto anche con il nome di ABN AMRO World Tennis Tournament 2000 per ragioni di sponsorizzazione, è stato un torneo di tennis giocato sul cemento indoor. È stata la 27ª edizione del Rotterdam Open, che fa parte della categoria International Series Gold nell'ambito dell'ATP Tour 2000. Si è giocato all'Ahoy Rotterdam indoor sporting arena di Rotterdam in Olanda Meridionale, dal 14 al 20 febbraio 2000.

## Campioni

### Singolare
Cédric Pioline ha battuto in finale  Tim Henman con il punteggio di 6(3)–7, 6–4, 7–6(4)

### Doppio
David Adams /  John-Laffnie de Jager hanno battuto in finale  Tim Henman /  Evgenij Kafel'nikov con il punteggio di 5–7, 6–2, 6–3